# I-15 (підводний човен)
I-15 — підводний човен Імперського флоту Японії, який брав участь у Другій світовій війні.

## Передвоєнна історія
Корабель відносився до типу B1 (він же клас I-15), представники якого мали великі розміри (їх надводна водотоннажність перевищувала підводний показник океанських підводних човнів США) та могли нести розвідувальний літак або, після переобладнання, мінісубмарину для диверсійних операцій.
I-15 завершили у вересні 1940-го та тієї ж осені включили до складу 1-ї дивізії підводних човнів (через рік, 1 лютого 1942-го, його перевели до 2-ї дивізії підводних човнів).

## Перший похід
21 листопада 1941-го I-15 вирушив з Йокосуки до Гаваїв. 7 грудня, в день нападу на головну базу Тихоокеанського флоту Японії, I-15 разом з I-9, I-17 та I-25 патрулював у районі на північний схід від острова Оаху.
9 грудня один з підводних човнів виявив авіаносець у супроводі двох крейсерів, після чого I-15 та ще 6 човнів дістали наказ перехопити вороже з'єднання. Щоб виконати наказ, вони пішли в надводному положенні, в якому мали доволі високу швидкість, втім, наздогнати «Ентерпрайз» так і не вдалось.
14 грудня 1941-го, по завершенні погоні за авіаносцем, I-15 та ще 8 підводних човнів перенацілили для дій біля західного узбережжя Америки. I-15 мав діяти північніше Сан-Франциско в районі островів Фараллон. Тут він не досяг жодних результатів та 11 січня 1942-го повернувся на базу на атолі Кваджалейн (Маршаллові острови).

## Другий наліт на Перл-Гарбор
У січні 1942-го японське командування склало план ще одного обмеженого нальоту на Перл-Гарбор, який мали здійснити два чотиримоторні літаючі човни Kawanishi H8K «Емілі». Вони мали вилетіти з бази на атолі Вотьє (Маршаллові острови), приземлитись у районі атола Френч-Фрігейт-Шолс (дев'ятсот кілометрів на північний захід від Гонолулу) для дозаправки від підводних човнів, після чого продовжити свій рейд.
Під час підготовки операції літаки з американського авіаносця «Ентерпрайз» здійснили 1 лютого атаку на атоли Вотьє та Кваджалейн, при цьому на останньому був потоплений транспорт, пошкоджені легкий крейсер і ще кілька кораблів та суден. I-15 під час нальоту занурився, а потім він та ще 8 підводних човнів дістали наказ вийти на перехоплення ворожого авіаносця, що, втім, не дало результату й 5 лютого I-15 повернувся на Кваджелейн.
20 лютого сталась ще одна затримка, коли I-15 знову дістав наказ перехопити авіаносне з'єднання (воно намагалося завдати удару по Рабаулу в архіпелазі Бісмарка, захопленому японцями в січні та перетвореному на важливу передову базу). Втім, і цього разу досягнути успіху японським підводним силам не вдалось.
Тим часом для участі в операції проти Перл-Гарбору відібрали 5 підводних човнів. I-15, I-19 та I-26 дообладнали, розмістивши в їхніх ангарах по шість резервуарів для авіаційного пального. I-9 мала перебувати між Вотьє та Френч-Фрігейт-Шолс і виконувати функцію маяка, а I-23 мала провадити метеорологічну розвідку та в разі потреби забезпечувати порятунок пілотів у районі самого Перл-Гарбору.
4 березня човни-заправники прибули до Френч-Фрігейт-Шолс, причому I-15 та I-19 визначили як основні, а I-26 як резервний. Після заходу сонця до місця рандеву дістались «Емілі», котрі після дозаправки вилетіли на схід, через сім годин провели бомбардування Гонолулу та повернулись на Маршаллові острови. Хоча сама операція пройшла за планом, скинуті бомби не завдали серйозної шкоди запланованим цілям — ремонтним потужностям, де йшло відновлення пошкоджених кораблів.
21 березня I-15 прибув до Йокосуки на ремонт.

## Вторгнення на Алеутські острови
15—17 травня 1942-го I-15 перейшов на північ Хонсю до військово-морської бази Омінато, а за кілька діб вирушив до Алеутських островів разом з I-9, I-17 та I-19 (дещо раніше в цей же район попрямував I-25). На той час планувалась висадка на кількох з них і 25 травня I-15 провів рекогносцирування через перископ острова Адак, а 27 травня так само рекогносцирував острів Кодіак у однойменному архіпелазі біля узбережжя Аляски. Можливо відзначити, що до кінця травня інші підводні човни рекогносцирували острови Атту, Киска, Унімак, Умнак, Уналашка, а також військово-морську базу Датч-Гарбор, для чого деякі з них використовували свої розвідувальні літаки.
7 червня японський експедиційний загін висадився на Кисці, причому I-15 провадив рекогносцирування узбережжя безпосередньо перед десантуванням. Цього ж дня човен був безрезультатно атакований патрульним літаком «Каталіна».
19 червня I-15 провів рекогносцирування Датч-Гарбору (район острова Уналашка), а 7 липня повернувся до Йокосуки.

## Початок дій на Соломонових островах
7 серпня 1942-го союзники висадились на сході Соломонових островів, що започаткувало шестимісячну битву за Гуадалканал. 15 серпня I-15 полишив базу та попрямував у район Соломонових островів (того ж дня з Йокосуки до Океанії вирушили ще 4 кораблі зі складу тієї ж 1-ї ескадри підводних човнів — I-9, I-17, I-19 та I-26).
В останній декаді серпня японське командування організувало доставку на Гуадалканал підкріплень, проведення яких вилилось у битву при східних Соломонових островах. Напередодні, 23 серпня, I-15 зайняв місце в патрульній лінії в районі островів Санта-Круз. 24 серпня, у день самої битви, японські субмарини не змогли надати допомоги своїм надводним силам, хоча командування залучило одразу одинадцять підводних човнів. Уже після битви, за кілька годин після опівночі 25 серпня, I-15 помітив з'єднання, до якого входили авіаносець «Ентерпрайз» та лінкор «Норт-Кароліна». Втім, ані скоординувати свої дії з I-17, що був поруч, ані атакувати самостійно I-15 не вдалося. Тоді ж два есмінці з американського з'єднання марно атакували човен глибинними бомбами.
26 серпня I-15 та ще сім підводних човнів дістали наказ зайняти позиції на південь та схід від острова Сан-Крістобаль для перехоплення ворожих комунікацій до Гуадалканалу.
Після опівночі 28 серпня I-15, перебуваючи на схід від Сан-Крістобалю, виявив американське авіаносне з'єднання та повідомив про це. Втім, далі ані I-15, ані ще двом іншим підводним човнам I-17 та I-33, які дістали відповідний наказ, не вдалося встановити контакт з ворогом (а от I-26 вночі 31 серпня виявить та пошкодить авіаносець «Саратога»).
13 вересня 1942-го за п'ять з половиною сотень кілометрів на південний схід від Гуадалканалу японський розвідувальний літак виявив вороже з'єднання, до складу якого входив авіаносець. Після цього I-15 та ще вісім підводних човнів дістали наказ сформувати патрульну лінію та перехопити цю групу. I-15 не зміг досягнути успіху, а от I-19 15 вересня потопив авіаносець USS Wasp.
20 вересня I-15 відбув з району бойового патрулювання та 25 вересня прибув на схід Каролінських островів до атола Трук (ще до війни тут була створена потужна база ВМФ, з якої до лютого 1944-го провадились операції у цілому ряді архіпелагів).

## Другий похід до Соломонових островів
5 жовтня 1942-го I-15 вийшов з Труку для дій у районі східних Соломонових островів.
12 жовтня він прибув до рифу Індіспенсейбл (три сотні кілометрів на південь від Гуадалканалу), де 14 та 16 жовтня провів заправку розвідувальних гідролітаків Aichi E13A1 «Джейк» (можливо відзначити, що до нього те саме намагався зробити I-17, а до кінця жовтня таку ж задачу виконуватимуть I-26 та I-122).
22 жовтня I-15 дістав наказ разом з I-17 та I-26 патрулювати західніше від острова Сан-Крістобаль для запобігання доставці ворожих підкріплень на Гуадалканал. Невдовзі відбулась вдала для японців битва біля островів Санта-Круз, після якої I-15 опинився в районі за кілька сотень кілометрів на захід від острова Еспіриту-Санто (Нові Гебриди), на шляху можливого руху ворожого з'єднання на південь. У ніч проти 27 жовтня човен помітив ворожий загін, хоча й не зміг вийти в атаку. Втім, не виключено, що саме I-15 був тією субмариною, після виявлення якої при здійсненні протичовнового маневру зіткнулись і зазнали певних пошкоджень лінкор «Саут-Дакота» й есмінець Mahan (можливо відзначити, що тієї ж ночі в цьому районі підводні човни I-21 та I-24 провели невдалі торпедні атаки по лінкору «Вашингтон»).
Згодом I-15 повернувся північніше, до району Сан-Крістобалю. Після опівночі 10 листопада човен провадив зарядку батарей у надводному положенні поблизу мису Речерче (північно-західне завершення Сан-Крістобалю), де його помітили два американські тральщики, які прямували з вантажем з Еспіриту-Санту до Гуадалканалу. Тральщик Southard відкрив вогонь зі своїх 115-мм гармат, після чого I-15 екстрено занурився. Човен спробував контратакувати ворожий корабель торпедами, проте не влучив. Тим часом Southard встановив сонарний контакт і протягом наступних кількох годин провів шість атак глибинними бомбами. Близько 10 години ранку I-15 мусив піднятися на поверхню. Тральщик знову відкрив вогонь із гармат і потопив підводний човен, разом з яким загинули всі, хто перебували на борту (91 особа).